# Parco regionale del Partenio
Il parco regionale del Partenio è un'area naturale protetta situata in Campania istituita a partire dal 1993. Occupa una superficie di 16.650 ha sui Monti del Partenio, tra le province di Avellino, Benevento, Caserta e Napoli.
Rientra nel sito di importanza comunitaria (SIC) "Dorsale dei Monti del Partenio". Al suo interno si trova l'Oasi WWF Montagna di Sopra di Pannarano.

## Territorio
Il parco è situato sulla catena del Partenio, tra cui svetta il Montevergine, monte sul quale sorge il Santuario di Montevergine, in frazione di Mercogliano.

## Fauna
Vi sono dalle 5 alle 12 specie di anfibi. Di grande pregio sono le due salamandre: la salamandrina dagli occhiali, molto rara e di notevole interesse naturalistico, ma è notevole anche la presenza della salamandra pezzata, presente nel parco con la sottospecie appenninica. A questa si affiancano altre emergenze naturalistiche, con la presenza di ben 3 specie di tritoni, dell'ululone dal ventre giallo, del rospo comune, del rospo smeraldino e della raganella italica.
Numerose anche le specie di rettili, tra i quali sono più facili da osservare, il geco e il ramarro. Rettili più difficili da vedere sono due sauri simili a serpenti, ovvero l'orbettino e la luscengola. I serpenti veri e propri si identificano nel parco con una sola specie pericolosa per l'uomo: la vipera, che con il suo morso velenoso, può provocare gonfiore e dolore ma di rado ed è mortale. Altri serpenti sono: il biacco, il cervone e il saettone, detto anche colubro di Esculapio, dal nome di Esculapio, il dio greco della medicina: questo serpente è ancora oggi usato come simbolo della farmacologia. Nessuno di questi tre è velenoso.
Numerose le specie di uccelli. Alquanto comuni e ben distribuiti all'interno del parco: il merlo, la cinciarella, il fringuello, Il verdone, lo scricciolo, il cardellino, la gazza, la cornacchia grigia e la civetta. Più legate all'habitat elettivo: la passera d'Italia, la taccola, il rondone e il balestruccio, in grado di adattarsi senza problemi alle zone urbane, lo sparviere, il colombaccio, l'allocco, il cuculo, il picchio rosso maggiore, il picchio verde, il picchio muratore, la cinciarella. Il pettirosso, la capinera, il rampichino e la ghiandaia sono molto comuni negli ambienti forestali specie se intervallati da radure. Il gheppio, il barbagianni, l'upupa, l'averla piccola, la passera mattugia, il verzellino, lo zigolo nero invece sono altre specie di uccelli che preferiscono le aree agricole o le zone con ampi spazi aperti.
Altri ambienti del parco, come ad esempio prati di alta quota o zone rupestri, sono sorvolate dalla poiana, dal corvo imperiale, dall'allodola, dal codirosso spazzacamino, delle rondini e dal falco pellegrino che, con la sua velocità di 300 km orari, può arrivare a cacciare prede due volte il suo peso. Infine le specie di uccelli localizzate negli ambienti umidi e lungo i fiumi sono: la ballerina gialla, la ballerina bianca e la gallinella d'acqua. Altre specie come la beccaccia, il tordo bottaccio, lo storno, la pispola e il lucherino sono presenti nel parco solo nel periodo migratorio autunnale e primaverile, senza però nidificare nel parco e non fanno parte della sua fauna.
Nel parco sono stati localizzati più di 30 specie di mammiferi molto difficili da osservare. Iniziando dalle specie più comuni si localizzano alcuni micro mammiferi insettivori, le talpe ad esempio si dividono in due gruppi, la talpa romana e la talpa caeca, oltre poi al riccio e diverse specie di pipistrelli. Nel parco vi sono tre specie di carnivori: la volpe, ma sono presenti anche la faina e la donnola. Il moscardino e il ghiro sono legati alle formazioni boschive e ai coltivi. Molto più raro invece il topo quercino. Il tasso poi è un altro animale localizzato il più delle volte nel corso delle ore notturne. Infine il lupo appenninico risulta presente, ma non supera il centinaio di esemplari a causa della mancanza di sostanziose prede: infatti, l'unico che può soddisfare quest'esigenza oltre ai pascoli di pecore e bovini è il cinghiale.

## Flora
La flora del Parco Regionale del Partenio è vasta, variabile secondo la quota altimetrica. In base all'altezza è possibile identificare diversi tipi di piante e fiori.
A quote basse si trovano boschi di Leccio. Inoltre molte sono le specie arboree come l'Olmo, la Roverella, il Fico e il Cerro mentre tra le specie arbustive vi sono il Ligustro, il Prugnolo, l'Alaterno e l'Orniello. Il sottobosco ovvero la parte ombrosa dei boschi è costituita da Asparagi, Euforbia, Clematide, Edera, Biancospino, Corniolo e Ciclamino. In zone più alte, verso i 500 metri si trovano boschi di querce e alcune specie di sempreverdi, il sottobosco delle quote più alte è invece rappresentato dall'Ontano napoletano, l'Acero e Il Carpino. Nei boschi di querce si possono intravedere molte specie di noccioli. Altre piante tipiche dei sottoboschi del parco sono le Felci, Le anemoni dell'Appennino, le sassifraghe e il pungitopo. Tra i 500 e i 1000 metri sono presenti i Castagni.
Tra i fiori vi sono i due tipi di rose: la rosa selvatica e la Rosa canina oltre al giglio rosso. Dopo i 1000 m si raggiungono i boschi di Faggio e a questa quota si può incontrare anche l'Acero montano (detto più comunemente Acero riccio), l'acero napoletano il salice e il tasso. Nei giardini dei sottoboschi di alta quota è possibile trovare viole in primavera e il giglio martagone.
Il fiore simbolico, il più importante e anche quello con più storia del Parco regionale del Partenio è sicuramente l'anthemis del Partenio (Matricaria parthenium) usato nel Medioevo dai monaci benedettini di Montevergine per produrre il tipico liquore contenente qualità tonico-stomatiche.
Le specie di fiori presenti nel Parco sono molte di più: ci sono ben 33 specie di orchidee, le più facili da riconoscere sono l'Ophrys apifera (situata sui pascoli sassosi tra i 500 e i 700 metri), poi c'è la Serapias lingua diffusa a quote più basse (tra i 200 metri). ci sono altri tipi di Orchidee come l'Anacamptis papilionacea, Orchis morio, Orchis purpurea, Orchis italica, Dactylorhiza maculata e Spiranthes spiralis. Una delle principali caratteristiche del Partenio è la presenza considerevole di flora anche nelle zone molto alte, seppure la biodiversità e la popolazione vadano progressivamente diminuendo.

## Punti di interesse
Nel parco regionale del Partenio sono presenti vari punti di interesse a cominciare dall'Oasi WWF Montagna di Sopra situata presso le grotte di San Silvestro, nel comune di Pannarano, all'interno di un sito di interesse comunitario. In quest'oasi di 312 ettari circa si possono trovare esemplari di fauna estinti anche da anni nel Parco, come il capriolo che raggiunge al massimo il centinaio di esemplari nel Parco e tra l'altro tutti nell'Oasi WWF. L'accesso all'Oasi Montagna di Sopra si trova sulla Strada Carlangiona, nel comune di Pannarano.
Un altro punto di interesse naturalistico situato sempre a Summonte nel bel mezzo del percorso escursionistico è il Campus di ingegneria naturalistica dove si può osservare un paesaggio di enorme suggestione naturalistica e ambientale con notevoli boschi di castagni.

### Mafariello
Mafariello è una località montana (770 m s.l.m) situata nel parco, nel comune di San Martino Valle Caudina (AV). Si distingue per la fonte d'acqua oligominerale bicarbonato-alcalina che sgorga a 750 m s.l.m. La località presenta una fitta vegetazione, prevalentemente di boschi, in particolare si distinguono i castagneti da frutto, con i cui frutti si realizzano le castagne del prete. Nella flora si distingue la presenza di erbe medicinali usate per la produzione di liquori come quello dell'abbazia di Montevergine per la produzione di un liquore locale. A 800 m di altitudine si trova un rifugio usato una volta dai briganti che operavano nella zona e tuttora in uso per accogliere gli escursionisti di passaggio che seguono i vari sentieri presenti sulla montagna.

## Strutture ricettive e attività
Presso il rifugio Urupreta a Summonte ed è un centro che rappresenta un punto di sosta e un'area pic-nic per gli escursionisti che intraprendono percorsi montuosi ed escursioni a partire proprio dal rifugio che è l'inizio del percorso. 
Inoltre altre aree pic- nic sono presenti nei pressi di Ospedaletto D'Alpinolo e in molti altri comuni del Parco, soprattutto dell'Avellinese e nel Beneventano.
Sempre sul sentiero escursionistico da Summonte si può trovare nella località Castellone un maneggio nei pressi del Centro Equestre Castellone dove un escursionista può decidere di proseguire il percorso a cavallo. Inoltre il Centro equestre è dotato di una scuderia in legno munita di paddok per i cavalli e piste per le esercitazioni della scuola di equitazione.
Uno dei 30 sentieri presenti nel parco porta al monte San Silvestro, precisamente il numero 205.

## I comuni del Parco
Il parco regionale del Partenio si estende su comuni facenti parte di 4 diverse province campane.
- In provincia di Avellino: Baiano, Cervinara, Mercogliano, Avella, Monteforte Irpino, Mugnano del Cardinale, Ospedaletto d'Alpinolo, Pietrastornina, Quadrelle, Rotondi, Sant'Angelo a Scala, San Martino Valle Caudina, Sirignano, Sperone, Summonte.
- In provincia di Benevento: Arpaia, Forchia, Pannarano, Paolisi.
- In provincia di Caserta: Arienzo, San Felice a Cancello.
- Nella città metropolitana di Napoli: Roccarainola.

## I prodotti tipici e la cucina locale
Il Parco Regionale del Partenio vanta una produzione agricola di qualità, tra cui i tartufi neri del Partenio, e i funghi porcini. Sono note inoltre le famose Castagne del prete, infatti nella bassa montagna è presente la coltivazione di castagni e noccioli.
Verso gli altopiani vi sono numerose produzioni di formaggi e insaccati oltre alle pregiate carni e salumi di produzione pastorale. Di grande pregio è il salame di Mugnano. Nelle valli invece sono coltivati olivi e viti che rappresentano le piante tipiche della macchia mediterranea. Tra l'altro, per la produzione di olio d'oliva, viene fatta ancora a mano e con processi tradizionali e realizzata con antichi frantoi.
Le nocciole invece sono coltivate soprattutto a Baiano e nella Vallo di Lauro, con le quali viene prodotto il torrone di Ospedaletto d'Alpinolo. Nelle zone più basse invece il terreno e soprattutto coltivato da alberi da frutto: la mela annurca e la ciliegia imperiale.
I vini sono di grande pregio, noti soprattutto il Fiano di Avellino DOCG, ma del Sannio sono prodotti anche la Falanghina, Il Sannio Coda di Volpe e l'Aglianico del Sannio. A completare il quadro troviamo il liquore Anthemis, prodotto fin dall'antichità dai monaci benedettini dell'abbazia di Montevergine.
Con questi prodotti la popolazione fin da tempi antichi ha realizzato diversi piatti tipici, come il "Mugliatelli", la " "Menesta mamerata", una minestra di rape e patate, la "pizza chiena" oltre al migliaccio, al castagnaccio e molti altri.

## Artigianato
Nei comuni del Parco è presente una fiorente economia basata sull'artigianato: ebbe inizio in quest'area nell'VIII secolo. Oggi è valorizzato dall'Ente del Parco Regionale del Partenio.
Tra le attività artigiane vi sono la lavorazione di materiali quali il marmo, la pietra, il ferro battuto, la ceramica artistica e il legno. In particolare, proprio la lavorazione del legno è preponderante in quanto i boschi del Parco forniscono un'abbondante materia prima : la pregiata lavorazione del legno è concentrata soprattutto nella Valle Caudina.